# Comuna de Zabłudów
Zabłudów (polaco: Gmina Zabłudów) é uma gminy (comuna) na Polónia, na voivodia de Podláquia e no condado de Białystok. A sede do condado é a cidade de Zabłudów.
De acordo com os censos de 2006, a comuna tem 8.448 habitantes, com uma densidade 25 hab/km².

## Área
Estende-se por uma área de 339,76 km², incluindo:
- área agricola: 62%
- área florestal: 31%

## Demografia
Dados de 30 de Junho 2004:
|                      | Total   | Total | Mulheres | Mulheres | Homens  | Homens |
| -------------------- | ------- | ----- | -------- | -------- | ------- | ------ |
|                      | pessoas | %     | pessoas  | %        | pessoas | %      |
| População            | 11 889  | 100   | 5913     | 49,7     | 5976    | 50,3   |
| Densidade (pop./km²) | 34,2    | 100   | 17       | 17       | 17,2    | 17,2   |

De acordo com dados de 2002, o rendimento médio per capita ascendia a 1288,99 zł.

## Subdivisões
- Aleksicze, Bobrowa, Ciełuszki, Dawidowicze, Dobrzyniówka, Folwarki Małe, Folwarki Tylwickie, Folwarki Wielkie, Gnieciuki, Halickie, Kamionka, Kaniuki, Kołpaki, Kowalowce, Koźliki, Krasne, Krynickie, Kucharówka, Kudrycze, Kuriany, Laszki, Łubniki, Małynka, Miniewicze, Nowosady, Ochremowicze, Olszanka, Ostrówki, Pasynki, Pawły, Płoskie, Protasy, Rafałówka, Ryboły, Rzepniki, Sieśki, Skrybicze, Solniki, Tatarowce, Zacisze, Zagruszany, Zajezierce, Zwierki, Żuki, Żywkowo.

## Comunas vizinhas
- Białystok, Bielsk Podlaski, Gródek, Juchnowiec Kościelny, Michałowo, Narew, Supraśl